# Guano Apes

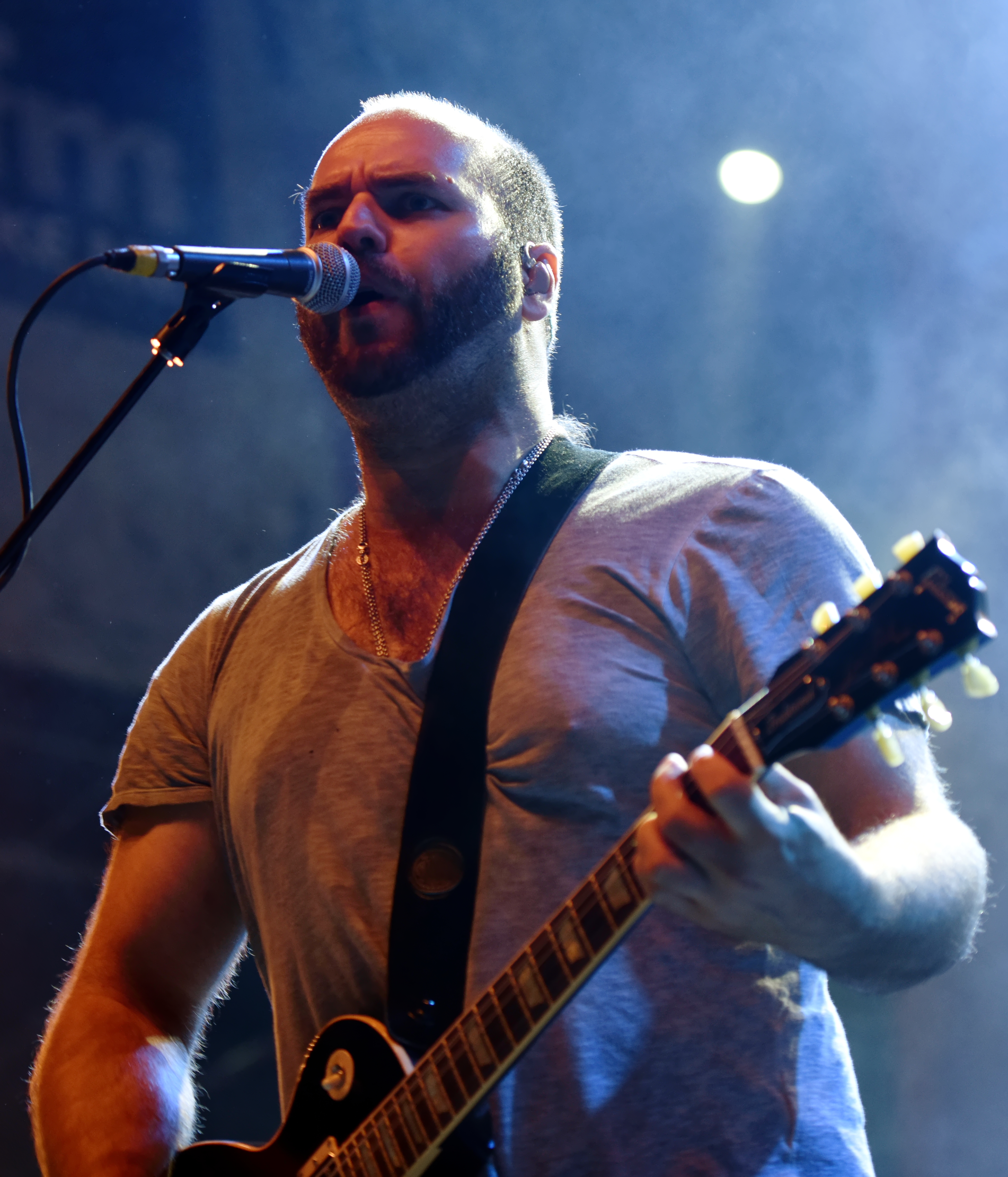
Henning Rümenapp.

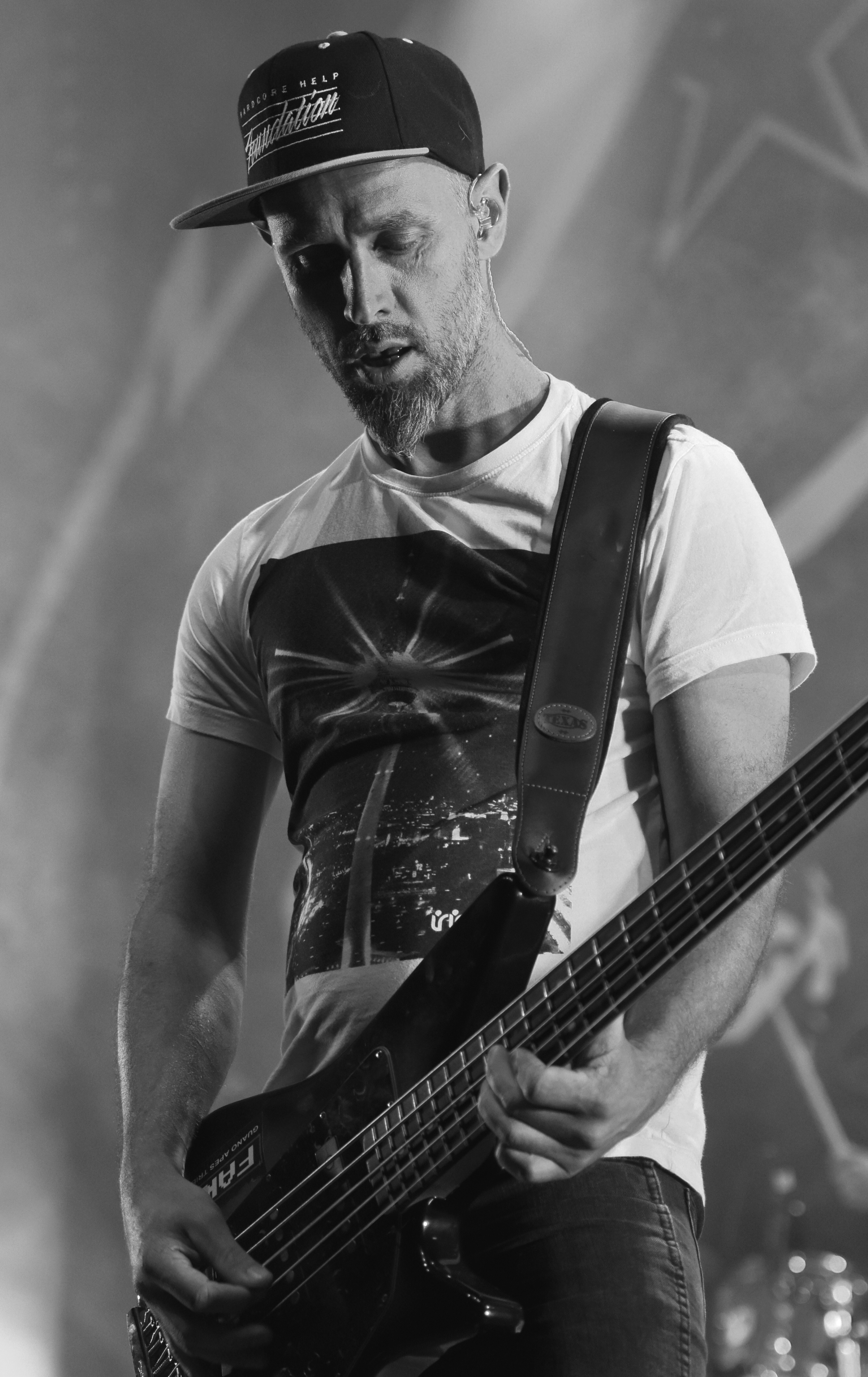
Stefan Ude.

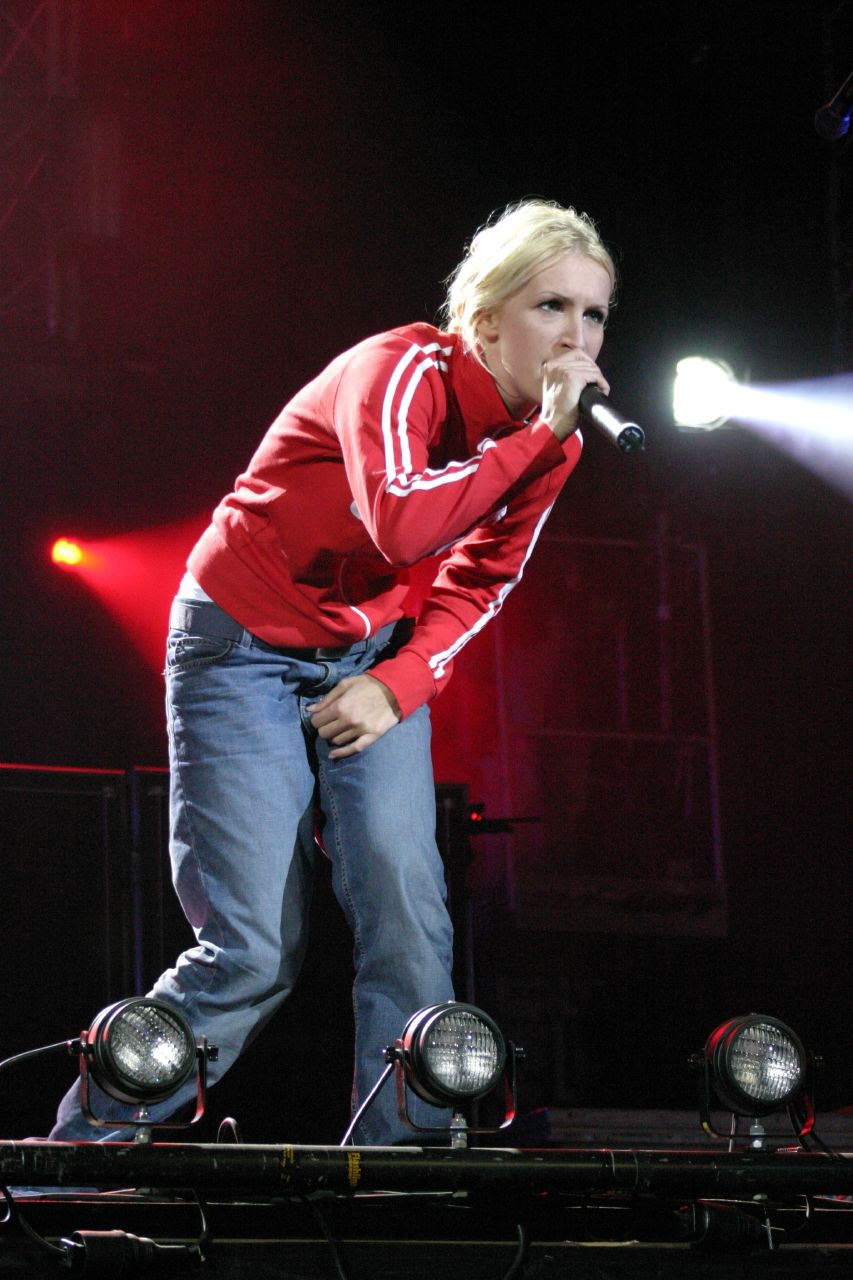
Sandra Nasić.

Guano Apes es una banda de rock alemana, formada en 1994. Su sonido ha sido descrito como una fusión de metal, pop y rap. Por lo general, su música se etiqueta como rock alternativo y metal alternativo. 
Su mezcla energética de grunge y metal los convirtió en una de las más grandes bandas en la escena del rock alemán, sobre todo en el lapso de tiempo entre finales del siglo XX y los comienzos del nuevo milenio.
Su carrera comenzó tras ganar un concurso local con su canción «Open Your Eyes», que más tarde fue un gran éxito en toda Europa. La banda se disolvió en 2004 pero volvió en 2009.

## Historia

### 1994 - 2005
Guano Apes fue formada en 1994 en Gotinga (Alemania), por el guitarrista Henning Rümenapp, el bajista Stefan Ude y el baterista Dennis Poschwatta. 
La cantante Sandra Nasić se unió más tarde, en el mismo año. 
La carrera de la banda despegó en 1996 después de ganar un concurso para bandas locales llamado Local Heroes, patrocinado por el canal de televisión musical alemán VIVA, con su canción «Open Your Eyes». La canción fue además su primer y más exitoso sencillo, seguido por la grabación de su álbum debut en 1997, Proud Like a God. «Open Your Eyes» también aparece en la película documental neozelandesa de Warren Miller, Fifty (1999).
Su primer álbum, Proud Like a God (1997), aún está considerado el primer disco de un grupo alemán (interpretado en inglés) más vendido de la historia. 
Poco después empezaron a recibir un buen número de discos de oro y platino prácticamente de todos los rincones de Europa, seguido por el premio Echo, justo antes de que el grupo regresara al estudio para iniciar la grabación de su segundo álbum. La interesante colaboración que realizaron con el tema «Don't Turn Your Back On Me», en la banda sonora de la película Meschugge demostró una vez más que el cuarteto alemán estaba decidido ante todo a desarrollar un estilo cada vez más personal, en vez de limitarse a copiarse a sí mismos. 
En 2000 la banda publica su segundo disco de larga duración, Don't Give Me Names, que confirmó esa variedad de estilos a través de temas que iban desde el género crossover a las baladas más clásicas, y del funk al punk. Los críticos más pesimistas, que en un principio afirmaron que el grupo nunca llegaría demasiado lejos, se dieron cuenta de su error inmediatamente. La nueva versión que realizaron del clásico de sus compatriotas Alphaville «Big in Japan» llenó las pistas de todas las discotecas europeas. 
Posteriormente, gracias a «No Speech», cuyo vídeo musical fue uno de los más emitidos por los canales de televisión musicales, obtuvieron el premio MTV Europe Music Awards en la categoría de Mejor Grupo Alemán en 2000. Mientras tanto, Don't Give Me Names ocupaba el primer puesto de las listas germanas. Por si fuera poco, el grupo realizó su primera gira por los Estados Unidos, como teloneros de Creed, consiguiendo una excelente acogida. 
Justo cuando parecía que el público deseaba recuperarse de la llamada fiebre Guano Apes, ofrecieron un nuevo significado al término crossover: junto con el actor cómico alemán Michael Mittermeier, grabaron una nueva versión de «Kumba Yo!», con la que volvieron a alcanzar el n.º 1 de las listas de éxitos.
En aquella época, en una entrevista la cantante dijo: “Parecía que éramos capaces de conseguir cualquier cosa”, recuerda Sandra con una sonrisa, mientras adelantaba que incluso el tercer álbum del grupo estaría lleno de sorpresas. “Nadie debe olvidar que aún somos muy jóvenes”, añade la famosa vocalista. “Esta vez, sin embargo, he sentido por primera vez que todos los componentes del grupo sabíamos lo que debíamos hacer en el estudio, y hemos mostrado una mayor confianza en nosotros mismos. Sabíamos perfectamente lo que queríamos conseguir con este disco”.
Tras un corto y necesario paréntesis creativo, a principios de 2002 empezaron a trabajar en el nuevo álbum, Walking on a Thin Line (frase tomada de la letra de la canción «Kiss The Dawn»). En vez de recluirse en Dinamarca, como hicieron durante la grabación del disco anterior, decidieron trabajar en el local de ensayos en el que suelen hacerlo habitualmente. “Todo se desarrolló muy deprisa”, recuerda Sandra. “El hecho de que las canciones hayan surgido en poco tiempo nos ha ayudado a cuidar mucho más su estilo y su contenido, y eso se nota al escuchar el disco”. Grabado en el estudio Área 51 con la ayuda de Fabio Trentini, colaborador habitual del grupo, Guano Apes presentan la obra más madura musicalmente de toda su carrera. El sencillo «You Can't Stop Me» muestra desde el principio que el grupo no se conformaba con lo que habían conseguido hasta ahora, sino que deseaban superarse a sí mismos en este nuevo disco. “Hemos aumentado el nivel de calidad, de eso no hay duda”, afirma Sandra. “Esa ha sido la razón por la cual continuamos desarrollando en otoño algunos temas en el estudio que tenemos en nuestra casa de Hamburgo, cuando se suponía que el disco ya estaba terminado. Deseábamos dar lo mejor de nosotros”. Esa actitud tan madura y profesional también se nota en las letras de buena parte de las canciones: “Ahora puedo enfrentarme a cualquier tema de un modo mucho más sensible, y también puedo cantar sin ningún problema acerca del amor. Por ejemplo, «You Can't Stop Me», habla acerca de la constante lucha interior con nosotros mismos y de cómo debemos luchar cada día contra el pesimismo”. Sin embargo, el pesimismo está totalmente fuera de lugar en un álbum como Walking on a Thin Line, un disco que va a abrir el camino al grupo hacia el rock más auténtico e intenso. 
De hecho, por aquella época ya eran muchos los músicos que habían expresado su admiración hacia la banda. Gracias a su gran capacidad vocal, Sandra actuó junto a estrellas como los finlandeses Apocalyptica (año 2000) y DJ Tomekk, y Henning Rümenapp tocó la guitarra en dos canciones de un álbum de Grönemeyer.
Todo ello supone la mejor demostración de que el grupo se encontraba en uno de sus mejores momentos creativos. Si nos fijamos, por ejemplo, en los arreglos de temas como «Kiss The Dawn» o «Quietly», la banda nos sorprende con una gran sensibilidad, sin renunciar al estilo que tanto interesa a sus seguidores ni al característico sonido de las guitarras, como ocurre en «Diokhan». “Cuando actuamos en directo, las canciones de estilo crossover y funk siguen siendo las favoritas del público”, afirma Sandra, “pero por encima de todo nos gusta la variedad. Creo que ahora tenemos una buena mezcla de canciones con las que podemos alcanzar nuevos niveles emotivos y musicales”. 
En el terreno artístico, Walking on a Thin Line situó al grupo, sin duda alguna, en el punto más alto de una carrera llena de buenos momentos. Fue publicado en 2003 y generó el exitoso sencillo «Quietly». 
La banda se disolvió después de lanzar su álbum de grandes éxitos Planet of the Apes y de una gira final en febrero de 2005.

### Proyectos en solitario
Después de la ruptura, se lanzó un álbum recopilatorio, Lost (T)apes (2006). Éste contiene maquetas inéditas grabadas en 1994 y 1995.
Dennis Poschwatta estuvo tocando la guitarra y cantando con su nueva banda, Tamoto. Stefan Ude también participó de la grabación del disco debut de Tamoto.
Henning Rümenapp se centró principalmente en trabajar detrás de escena. 
Sandra Nasić publicó su primer álbum como solista, llamado The Signal, en 2007. El primer corte se titula «Candy Love» y tiene un ritmo techno-electrónico.

### 2009 - Actualidad
En 2009 el grupo se vuelve a reunir para realizar una serie de conciertos en Alemania, Portugal, Bélgica, etc. El más destacado es el Rock AM Ring 2009.
Tras esto la banda comunicó en su página oficial que estaban trabajando en un nuevo disco.
En abril de 2011 sale el álbum Bel Air, y dos meses antes el sencillo «Oh What a Night».
En 2014 publican el disco Offline y en 2017 el álbum Proud Like a God XX.
En 2024 colaboran con el artista alemán Alligatoah en el sencillo «MENSCHLICHES VERSAGEN» de su álbum "off".
En la actualidad preparan una gira 2025/26 por varias ciudades de Europa, iniciando el 18 de octubre de 2025 en Chemnitz, Alemania. De los 15 conciertos en total, la mayoría serán en Alemania (11), y el resto en España, Suiza, Austria y los Países Bajos, respectivamente.

## Miembros
- Sandra Nasić: cantante.
- Henning Rümenapp: guitarra eléctrica y coros.
- Stefan Ude: bajo eléctrico y coros.
- Dennis Poschwatta: batería y coros.

## Discografía

### Álbumes
- Proud Like a God (1997).
- Don't Give Me Names (2000).
- Walking on a Thin Line (2003).
- Guano Apes - Live (álbum en vivo, 2003).
- Planet of the Apes (recopilatorio de éxitos, 2004).
- Lost (T)apes (recopilatorio de antiguas maquetas, 2006).
- Bel Air (2011).
- Offline (2014).
- Proud Like a God XX (2017).

### Sencillos
- «Open Your Eyes» (1997).
- «Rain the train» (1998).
- «Lords Of The Boards» (1998).
- «Don't You Turn Your Back On Me» (1999).
- «Big In Japan» (versión de Alphaville, 2000).
- «No Speech» (2000).
- «Living in a Lie» (2000).
- «Dödel Up» (2001).
- «Kumba Yo!» (con Michael Mittermeier, 2001).
- «You Can't Stop Me» (2003).
- «Pretty In Scarlet» (2003).
- «Quietly» (2003).
- «Break The Line» (2004).
- «Oh What a Night» (2011).